# Icom
Vous pouvez aider à l'améliorer ou bien discuter des problèmes sur sa page de discussion.
- Il ne cite pas suffisamment ses sources. Vous pouvez indiquer les passages à sourcer avec {{référence nécessaire}} ou {{Référence souhaitée}}, et inclure les références utiles en les liant aux notes de bas de page. (Marqué depuis avril 2024)
- Certaines informations devraient être mieux reliées aux sources mentionnées dans la bibliographie ou les liens externes. Améliorez sa vérifiabilité en les associant par des références. (Marqué depuis avril 2024)
- Il ne s’appuie pas, ou pas assez, sur des sources secondaires ou tertiaires. (Marqué depuis avril 2024)

- Archive Wikiwix
- Bing
- Cairn
- DuckDuckGo
- E. Universalis
- Gallica
- Google
- G. Books
- G. News
- G. Scholar
- Persée
- Qwant
- (zh) Baidu
- (ru) Yandex
- (wd) trouver des œuvres sur Wikidata

ICOM est une entreprise internationale japonaise de matériel d’émission et réception radio. Fondée par Tokuzo Inoue en 1954, ses produits incluent des équipements pour radioamateurs, radio maritime, radio aéronautique, radio terrestre et scanner radio.

## Géographie
Le siège est dans l'arrondissement Hirano-ku à Osaka, au Japon, avec des succursales régionales :
- États-Unis (Kirkland),
- Canada (Delta),
- Australie (Melbourne),
- Nouvelle-Zélande (Auckland),
- Royaume-Uni (Kent, Angleterre),
- France (Toulouse),
- Allemagne (Bad Soden),
- Espagne (Barcelone),
- Chine (Pékin).

## Production radioamateur

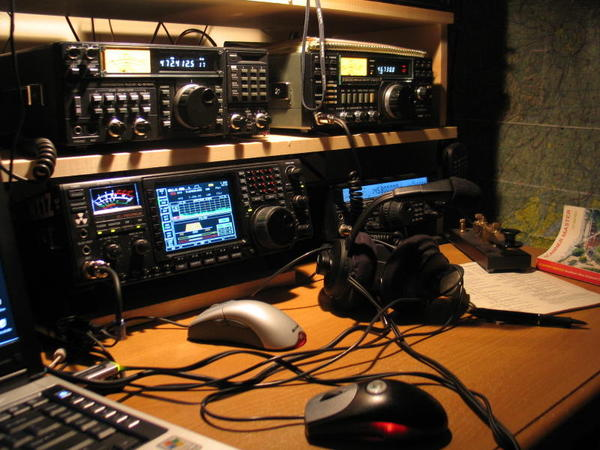
Station radioamateur avec trois radios Icom dans les années 2000.

Icom fabrique des émetteurs-récepteurs fixes (HF, VHF et UHF, SHF), ainsi que mobiles et portatifs (VHF et UHF).
C'est actuellement [Quand ?] le seul fabricant à proposer du matériel compatible D-STAR.

## Historique
En 1998, elle livre 22 000 radios IC-F3S pour l'United States Army et à partir d'octobre 2000 13 000 talkies-walkies IC-4088 pour l'US Marine Corps; en février 2005, un contrat de 40 millions de dollars américains pour la livraison de 20 000 talkies-walkies Icom F43G à l'United States Army est signé. 
Le 18 septembre 2024, plusieurs centaines de talkies-walkies explosent au Liban tuant ou blessant des membres du Hezbollah qui les possédaient ; il est possible qu'ils soient des modèles IC-V82 d'Icom, dont la batterie aurait été modifiée. L'entreprise dit avoir cessé de vendre ces appareils en 2014. Il est également possible qu'il s'agisse de contrefaçons. Le distributeur officiel d'Icom au Liban, la société Power Group, a déclaré ne pas avoir importé ce modèle et n'avoir subi aucun problème dans ses entrepôts.